# نهائي كأس رابطة الأندية الإنجليزية المحترفة 1962
نهائي كأس رابطة الأندية الإنجليزية المحترفة 1962 هي المباراة النهائية من منافسة كأس رابطة الأندية الإنجليزية المحترفة 1961–62، أقيمت المباراة في 1962، بين فريقي نادي روتشديل، ونورويتش سيتي، وفاز فيها نورويتش سيتي، بعد أن هزم نادي روتشديل، بنتيجة 0 - 4.

## تفاصيل المباراة
لعبت المباراة النهائية في 1962.
| نادي روتشديل | 0 -4 | نورويتش سيتي |
| ------------ | ---- | ------------ |
|              |      |              |